# 1971 în științifico-fantastic
- 1970 în științifico-fantastic — 1971 în științifico-fantastic — 1972 în științifico-fantastic

1971 în științifico-fantastic a implicat o serie de evenimente:
- După ce a plecat de la Ace Books, Donald A. Wollheim a fondat DAW Books.

## Nașteri și decese

### Nașteri
- Elizabeth Bear
- Eugie Foster (d. 2014)
- Cory Doctorow
- Stanley Gallon
- Sofia Samatar
- Jeff Somers

### Decese
- Sergei Bobrow (n. 1889)
- John W. Campbell (n. 1910)
- Fritz E. W. Enskat (n. 1898)
- C. C. MacApp (Pseudonimul lui Carroll M. Capps) (n. 1913)
- Gyula Macskássy (n. 1912)
- Howard L. Myers (n. 1930)
- Russ Winterbotham (n. 1904)
- Philip Wylie (n. 1902)

## Cărți

### Romane
- Dansatoarea din Atlantida de Poul Anderson
- Fiul omului de Robert Silverberg
- Înapoi la trupurile voastre răzlețite! de Philip José Farmer
- Operațiunea Haos de Poul Anderson
- Sfâșierea cerului de Ursula K. Le Guin
- The Wrong End of Time de John Brunner
- Vasul miraculos de Philip José Farmer

### Colecții de povestiri
- Alone Against Tomorrow de Harlan Ellison
- Can You Feel Anything When I Do This? de Robert Sheckley
- Major Operation de James White

### Povestiri
- „Ciudatul meu prieten, astronomul” de Liuben Dilov
- „Culminația Pământului” (engleză: Transit of Earth)  de Arthur C. Clarke
- „Întâlnire cu Meduza” (engleză: A Meeting with Medusa)  de Arthur C. Clarke
- „Marți, oamenii sunt sparți, miercuri, oamenii sunt cercuri” („The Sliced-Crosswise Only-On-Tuesday World”) de Philip José Farmer,
- „Vești bune de la Vatican” („Good News from the Vatican”) sau „Vatican, ultimul conclav” de Robert Silverberg

## Filme
| Titlu                               | Regizor          | Distribuție                                       | Țara                                                  | Sub-Gen /Note |
| ----------------------------------- | ---------------- | ------------------------------------------------- | ----------------------------------------------------- | ------------- |
| Germenul Andromeda                  | Robert Wise      | Arthur Hill, David Wayne, James Olson, Kate Reid  | Statele Unite ale Americii                            |               |
| Portocala mecanică                  | Stanley Kubrick  | Malcolm McDowell, Patrick Magee, Michael Bates    | Regatul Unit al Marii Britanii și al Irlandei de Nord | [ 2 ]         |
| Evadare din planeta maimuțelor      | Don Taylor       | Roddy McDowall, Kim Hunter, Bradford Dillman      | Statele Unite ale Americii                            |               |
| Gamera vs. Zigra                    | Noriyaki Yuasa   | Koji Fujiyama, Daigo Inoue                        | Japonia                                               |               |
| Gas-s-s-s                           | Roger Corman     | Robert Corff, Elaine Giftos, George Armitage      | Statele Unite ale Americii                            |               |
| Glen and Randa                      | Jim McBride      | Steven Curry, Shelley Plimpton                    | Statele Unite ale Americii                            | [ 3 ]         |
| Godzilla vs. Hedorah                | Yoshimitsu Banno | Toshie Kimura, Akira Yamauchi, Hiroyuki Kawase    | Japonia                                               |               |
| Octaman                             | Harry Essex      | Pier Angeli, Kerwin Mathews, Jeff Morrow          | Statele Unite ale Americii                            | [ 4 ]         |
| Omul Omega                          | Boris Sagal      | Charlton Heston, Anthony Zerbe, Rosalind Cash     | Statele Unite ale Americii                            |               |
| Quest for Love                      | Ralph Thomas     | Joan Collins, Tom Bell, Denholm Elliot            | Regatul Unit al Marii Britanii și al Irlandei de Nord | [ 5 ]         |
| The Resurrection of Zachary Wheeler | Robert Wynn      | Leslie Nielsen, Bradford Dillman, James Daly      | Statele Unite ale Americii                            | [ 6 ]         |
| THX 1138                            | George Lucas     | Robert Duvall, Donald Pleasence, Don Pedro Colley | Statele Unite ale Americii                            |               |

## Premii

### Premiul Hugo
Premiile Hugo decernate la Worldcon pentru cele mai bune lucrări apărute în anul precedent:
- Premiul Hugo pentru cel mai bun roman:[8]
- Premiul Hugo pentru cea mai bună povestire:
- Premiul Hugo pentru cea mai bună prezentare dramatică:
- Premiul Hugo pentru cea mai bună revistă profesionistă:
- Premiul Hugo pentru cel mai bun fanzin:

### Premiul Nebula
Premiile Nebula acordate de Science Fiction and Fantasy Writers of America pentru cele mai bune lucrări apărute în anul precedent:
- Premiul Nebula pentru cel mai bun roman:[9]
- Premiul Nebula pentru cea mai bună nuvelă:
- Premiul Nebula pentru cea mai bună povestire: